# Önsjön
Önsjön är en sjö i Krokoms kommun i Jämtland och ingår i Indalsälvens huvudavrinningsområde. Sjön har en area på 0,17 kvadratkilometer och ligger 359,1 meter över havet.

## Delavrinningsområde
Önsjön ingår i det delavrinningsområde (701734-144500) som SMHI kallar för Mynnar i Halån. Medelhöjden är 361 meter över havet och ytan är 9,99 kvadratkilometer. Det finns ett avrinningsområde uppströms, och räknas det in blir den ackumulerade arean 20,98 kvadratkilometer. Vattendraget som avvattnar avrinningsområdet har biflödesordning 3, vilket innebär att vattnet flödar genom totalt 3 vattendrag innan det når havet efter 206 kilometer. Avrinningsområdet består mestadels av skog (78 procent). Avrinningsområdet har 0,16 kvadratkilometer vattenytor vilket ger det en sjöprocent på 1,6 procent.